# روبرت إي. رايت
روبرت إي. رايت (بالإنجليزية: Robert E. Wright)‏ هو مؤرخ أمريكي، ولد في 1969 في روتشستر في الولايات المتحدة.